# Riccardo Mannerini
(Fabrizio De André)
Riccardo Mannerini (Genova, 28 ottobre 1927 – Genova, 26 marzo 1980) è stato un poeta e paroliere italiano.
Fu amico del cantautore Fabrizio De André (con cui collaborò), oltre che di Luigi Tenco, Vittorio De Scalzi e dei New Trolls.

## Biografia
La madre era violinista e il padre militare di carriera; nacque a Genova, ultimo figlio di un'agiata famiglia napoletana. Nel 1943 resta orfano di padre; nel 1944 viene reclutato dai tedeschi come operaio e costretto a lavorare per l'organizzazione Todt in una fabbrica di ricambi d'armamento. Conosce un operaio libertario che lo inizia al pensiero anarchico; di comune accordo, sabotano i pezzi durante la lavorazione.
Nel dopoguerra si iscrive a medicina ma abbandona gli studi per ragioni economiche, continuerà tuttavia a frequentare l'ambiente medico e universitario nel quale si era fatto molti amici. Lavora saltuariamente e conduce una vita disordinata e frenetica: insoddisfatto della sua condizione e delle amicizie, gli capita a volte d'essere senza risorse e costretto a dormire nella barca d'un amico pescatore.
Si imbarca e inizia a girare il mondo: Stati Uniti, Canada, America Centrale. Nei tempi morti della navigazione prende degli appunti di viaggio su quaderni e taccuini.
A seguito di un attentato dimostrativo contro il Consolato spagnolo si vede rifiutato il visto di entrata negli Stati Uniti.
Continua pertanto a navigare con le bananiere, e conosce l'Africa orientale. Durante una sosta fra due imbarchi, un amico, o forse un'amica, sfogliati i quaderni che continuava a riempire, gli fa notare che le sue osservazioni sono anche poesie e lo incoraggia a inviarle a riviste e concorsi. Comincia a usare questa sua capacità anche per fare colpo sulle donne, regala poesie agli amici che gliele chiedono, a volte non firmandole.

### L'incidente
Nel 1961 durante un viaggio, per un'avaria in sala macchine, la fuoriuscita di vapore dai tubi rotti gli ustiona gli occhi che rimangono danneggiati in modo irreversibile.
Quasi cieco, reagisce impegnando le sue capacità nel sociale: l'appoggio ai pescatori del quartiere della foce di Genova perché non perdessero l'approdo e la spiaggia; l'interessamento per il comandante Enrico e per il corpo dei Vigili del fuoco per l'arricchimento del parco elicotteri; in memoria di un'amica morta giovane di embolia, lancia un premio letterario al quale presiede Francesco Della Corte, docente di Lettere Antiche dell'Università di Genova; fonda la società Misci e Liberi (genovese per "poveri e liberi") che promuove incontri ed esibizioni sportive.

### La collaborazione con De André
Nel 1959 Mannerini conobbe in una trattoria un giovane Fabrizio De André, per mezzo di un amico comune, e ne nacque un'intensa amicizia. Mannerini in quel periodo viveva nell'edificio del Roby Bar, punto di ritrovo di Luigi Tenco. Per cinque anni, fino al 1964, condivise con De André un monolocale in Salita Sant'Agostino.
Mannerini mi ha insegnato che essere intelligenti non significa tanto accumulare nozioni, quanto selezionarle una volta accumulate, cercando di separare quelle utili da quelle disutili. Questa capacità di analisi, di osservazione, praticamente l'ho imparata da lui. Mi ha anche influenzato a livello politico, rafforzando delle idee che già avevo. Sicuramente è stata una delle figure più importanti della mia vita.»
(Fabrizio De André, 1992)
L'amicizia che già li univa si fa più stretta e intensa e, durante l'adattamento dei testi di Riccardo alla musica, si instaura una frequentazione che è quasi convivenza. Riccardo scrive Eroina dalla quale con De André trae Il Cantico dei drogati, brano di apertura dell'album Tutti morimmo a stento.

### La malattia e gli anni della depressione
Sia De André che Mannerini erano due persone dotate di forte temperamento e carattere: quando iniziano le discussioni, le prime divergenze, è in pratica inevitabile lo scontro, il rifiuto, l'allontanamento. Riccardo soffre molto per la perdita dell'amico, ma quando Fabrizio lo viene a cercare, si nega: uscito da una lunga malattia che lo ha definitivamente reso cieco, forse non si sente di ricominciare una collaborazione stimolante ma faticosa. Pur circondato da amici, gratificato da riconoscimenti, non riesce ad uscire dalla depressione e si rinchiude sempre più in un suo castello senza finestre, tappezzato di idee ossessive.

### Ballata per un ferroviere
Il 16 dicembre 1969 l'anarchico Giuseppe Pinelli viene defenestrato da una finestra del 4º piano della questura di Milano, Mannerini scrive su questo tema il testo di un brano musicale, "Ballata per un ferroviere". Il testo della canzone suscita scalpore: le radio e la televisione si rifiutano di mettere in onda il pezzo. Recita, fra l'altro, il testo:
Un ferroviere era quel tale che per morire scelse Natale. Da una finestra entrò nella storia che parla di fame, non certo di gloria. ...
All'alba non muore soltanto la notte, muore anche l'uomo e il suo divenire, e il sangue caldo che bagna il selciato è un discorso appena iniziato. ...
Ma quando la sorte è puntigliosa arriva la morte in forma curiosa che gli procura, umano aeroplano un volo notturno da un quarto piano e lo riduce in quattro e quattr'otto in un mucchio di cenci, di ossa un fagotto. ...

### Signore io sono Irish
Altra collaborazione è quella con i New Trolls per Signore, io sono Irish. La lirica di Irish rappresenta una caratteristica saliente del pensiero di Mannerini: la ragione come unico approccio dell'uomo all'indagine. Mannerini è agnostico. Irish (alter ego del poeta) gioisce delle bellezze della creazione (il prato, le labbra di Esther) ma in modo ragionato e indagatore.
Il concept album Senza orario senza bandiera, porta i testi tratti dalla poesia di Mannerini. Vede il contributo di Fabrizio De André in qualità di arrangiatore metrico, dei New Trolls per le musiche e di Gian Piero Reverberi in qualità di arrangiatore. Le parole di Mannerini raccontano di un mondo che il poeta non vuole possedere in senso materiale, ma impregnare degli umori umani lasciando una distanza tra la sua sete di conoscenza e il resto del mondo che lo circonda. La sequela di personaggi raccontati all'interno dell'opera sono persone che Mannerini conosce, sono i vicini di casa, gli amici del bar Igea, i pescatori della foce, i manovali conosciuti in Africa durante le navigazioni.
Mannerini racconta storie reali, ipocrisie umane e segreti umani. La "genesi" dell'opera (1955-1968) passa attraverso diversi documenti, per sfociare nel testo in metrica che si ritrova nel concept album Senza orario senza bandiera dei New Trolls con la firma di Fabrizio De André e Gian Piero Reverberi.

### Il suicidio e i tributi
Nel 1980 Mannerini, all'età di 52 anni, in preda a una depressione sempre più forte, si toglie la vita, nella palestra di proprietà della moglie, la scrittrice e poetessa Rita Serando, dove lavorava come fisioterapista. Riposa nel Cimitero Monumentale di Staglieno.
La sua opera è stata curata e diffusa anche successivamente dalla moglie Rita Serando e dal figlio Ugo Mannerini. Il poeta Mauro Macario riscoprì questo autore, molti anni dopo la sua scomparsa, parlandone con Fabrizio De André. Pubblicò sulla rivista anarchica A (aprile 2001) un articolo dal titolo Un poeta cieco di rabbia e curò un'antologia insieme a Claudio Pozzani, che porta lo stesso titolo.
Nel 2007 Antonella Ruggiero ha firmato il CD Genova la Superba, tra i brani ritroviamo Ho veduto e Andrò ancora, brani di Senza orario senza bandiera, con i testi scritti da Riccardo Mannerini.
Nel 2011, a 43 anni di distanza dall'uscita di Senza orario senza bandiera (New Trolls, De Andrè, Mannerini, 1968), le poesie inedite di Riccardo Mannerini, custodite da Rita Serando e dal figlio Ugo, diventano testi per l'album (uscito il 17 maggio 2011) Gli occhi del mondo di Vittorio De Scalzi, cofondatore del gruppo New Trolls, in collaborazione con Marco Ongaro. I testi del CD (Aereostella) sono pubblicati nel libro Il sogno e l'avventura, edizioni LIBERODISCRIVERE di Antonello Cassan.

## Pubblicazioni
- Mauro Macario e Claudio Pozzani (a cura di), Un poeta cieco di rabbia (antologia poetica), Liberodiscrivere editore, 2004, ISBN 88-7388-045-2.
- Riccardo Mannerini, Il sogno e l'avventura -  Poesie 1955 – 1980 (opera omnia), a cura di Francesco De Nicola e Maria Teresa Caprile, Liberodiscrivere Editore, 2009, ISBN 978-88-7388-236-7.